# Bembem
Benedito dos Santos Lima, conhecido como Bembem (São Bernardo, 27 de maio de 1893 - Rio de Janeiro, 21 de agosto de 1958), foi um jornalista, historiador, comerciante e contista, brasileiro.

## Biografia
Filho de José Estevão dos Santos Lima e Genuína Correia Lima, fundou o Almanaque da Parnaíba (então Almanack da Parnahyba), sendo o primeiro livro impresso em Parnaíba, em agosto de 1923 e editou o anuário por 18 anos, das edições de 1924 à 1941.     . Pai do engenheiro Orfila Lima dos Santos. 
Foi proprietário da Mercearia Bembem, localizada na Rua Duque de Caxias em Parnaíba (Piauí), local onde jovens poetas se reuniam e debatiam os mais variados temas. O Almanack da Parnahyba era uma lembrança aos fregueses da Mercearia.   
Sólima Genuína dos Santos fundamenta que: 
"Sua Mercearia era bastante frequentada. Os homens cultos, lá se reuniam, formando debates sobre assuntos diversos, estabelecendo-se verdadeiras “tertúlias intelectuais” Estes tipos de encontros ocorreram regularmente [...] Tratando-se de Benedicto dos Santos Lima, um apaixonado pela leitura instrutiva, não poderia faltar na Mercearia uma estante de livros, os mais diversos. Livros que eram lidos e decodificados na mente de seu dono e lá fixando o seu rico conteúdo numa “prodigiosa memória". Bembém comprava tantos livros pudesse, formando ao redor de si uma biblioteca que crescia dia após dia ."  
Em 1945, co-editou o Livro do Centenário de Parnaíba. 
Foi membro da Academia Charadística Luso-Brasileira do Rio de Janeiro. Foi gerente do Jornal A Praça, diretor e proprietário do Jornal Aljava (publicado de 31 de janeiro de 1936 à 24 de dezembro de 1957), fundador da Biblioteca da Criança, primeiro Presidente da Associação Profissional dos Jornalistas da Parnaíba e membro da Associação Brasileira de Imprensa.    
É o patrono da cadeira n° 3 da Academia Parnaibana de Letras.
É o patrono da cadeira n° 19 do Instituto Histórico, Geográfico e Genealógico de Parnaíba (IHGGP), que ainda presta homenagem a Benedito dos Santos Lima, com a Sala Bembém, composta por um acervo de documentos utilizados na época da criação do Almanaque da Parnaíba.  
Em Parnaíba (PI), há uma rua e uma escola municipal que recebeu seu nome em homenagem, tendo a videoteca desta sido nomeada de Bembem.

## Morte
Faleceu em 21 de agosto de 1958, no Rio de Janeiro (RJ), sepultado em Parnaíba (PI). 